# Furness and Midland Joint Railway
| \| \| \| \| Skipton über North Western Railway \| \| \| \| Wennington \| \| \| \| \| \| \| \| \| \| \| Lancaster Green Ayre über North Western Railway \| \| \| \| Melling \| \| \| \| \| Arkholme-with-Cawood \| \| \| \| \| Borwick \| \| \| \| \| \| Carlisle über Lancaster and Carlisle Railway \| \| \| \| \| Barrow-in-Furness über Furness Railway \| \| \| \| Carnforth \| \| \| \| \| \| \| \| \| \| \| Lancaster Castle über Lancaster and Carlisle Railway \| |  |                      |                                                      |
| |  |                      | Skipton über North Western Railway                   |
| Haltepunkt / Haltestelle |  | Wennington           | Wennington                                           |
| Strecke von links · Abzweig ehemals geradeaus und nach rechts |  |                      |                                                      |
| Strecke |  |                      | Lancaster Green Ayre über North Western Railway      |
| ehemaliger Haltepunkt / Haltestelle |  | Melling              | Melling                                              |
| ehemaliger Haltepunkt / Haltestelle |  | Arkholme-with-Cawood | Arkholme-with-Cawood                                 |
| ehemaliger Haltepunkt / Haltestelle |  | Borwick              | Borwick                                              |
| Strecke |  |                      | Carlisle über Lancaster and Carlisle Railway         |
| Abzweig quer, von links und von rechts · Kreuzung geradeaus unten · Strecke nach rechts |  |                      | Barrow-in-Furness über Furness Railway               |
| |  | Carnforth            |                                                      |
| Strecke nach links · Abzweig geradeaus und von rechts |  |                      |                                                      |
| |  |                      | Lancaster Castle über Lancaster and Carlisle Railway |

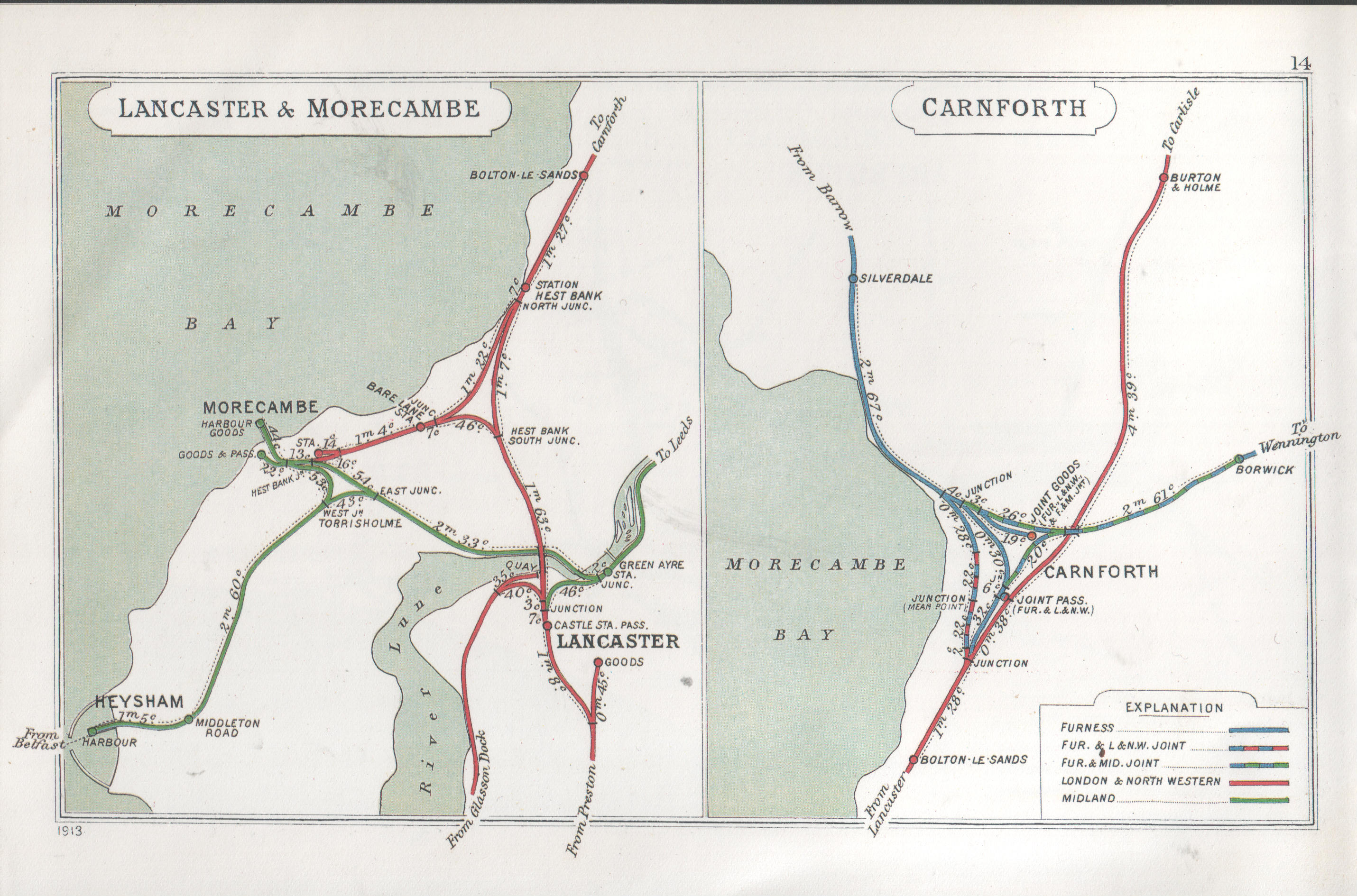
Die Eisenbahnstrecken bei Carnforth um 1913

Die Furness and Midland Joint Railway war eine Eisenbahngesellschaft, die zu gleichen Teilen der Furness Railway und der Midland Railway gehörte.
1862 war der Beschluss gefasst worden, eine Verbindungsstrecke zwischen Carnforth und der Furness Railway und Wennington auf der Strecke der Midland Railway von Leeds nach Morecambe zu bauen. Das notwendige Gesetz trat im Juni 1863 in Kraft. Die 15 km lange Strecke wurde im April 1867 für den Frachtverkehr und am 6. Juni 1867 für den Personenverkehr freigegeben. Der Personenverkehr endete bis 1880, als der heute noch existierende Bahnhof von Carnforth angeschlossen wurde, am Bahnhof Carnforth East Junction. Zu den bemerkenswerten Bauwerken der Strecke gehören der 1118 m lange Melling-Tunnel bei Melling und zwei Aquädukte bei Arkholme, von denen eines den River Lune überquert.
Die drei Bahnhöfe der Strecke in Melling, Arkholme und Borwick wurden 1960 geschlossen. Die Strecke selbst wird heute noch als Teil der Bahnstrecke Leeds–Morecambe betrieben.